# Lago Telétskoye
El lago Telétskoye (en ruso: Теле́цкое о́зеро; en altái: Altyn-Köl, literalmente «lago dorado») es un lago de Rusia, situado en la República de Altái, en Siberia. Es el lago más grande  del macizo de Altái y la región del Altái en general. Con una profundidad máxima de 325 metros, es uno de los 25 lagos más profundos del mundo.

## Geografía

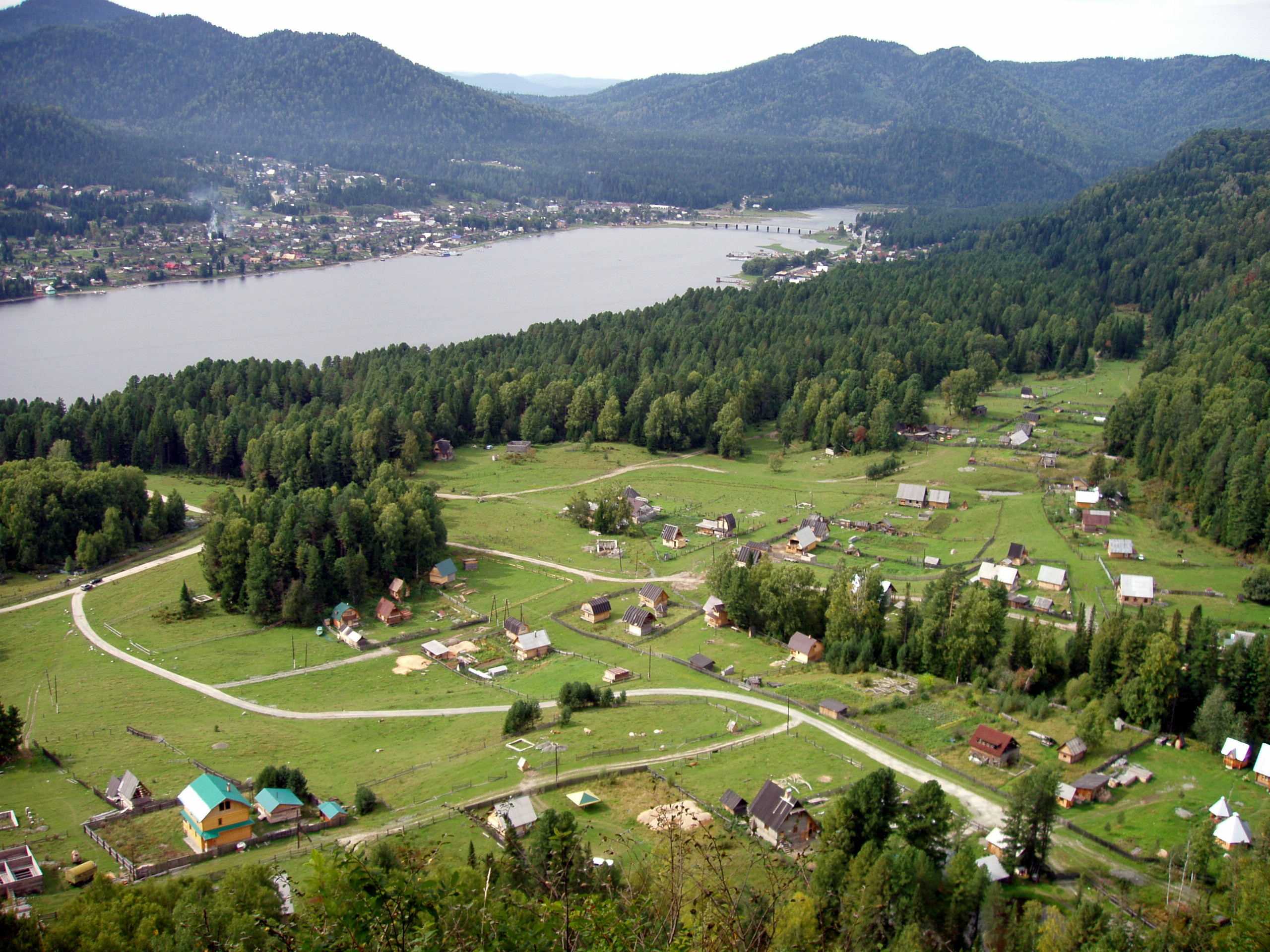
Una vista del lago

Situado a una altitud de 434 m sobre el nivel del mar, el lago tiene 78 km de largo y de 5 a 20 km de ancho.
Se sitúa entre las dorsales Korbou y Al-tyntou, donde se juntan los montes Sayanes y los montes Sailughem. Su superficie es de 233 km², pero debido a su profundidad excepcional, contiene 40 km³ de agua dulce. El agua es bastante transparente y la visibilidad va de seis a catorce metros. 
En el lago desembocan cerca de 70 ríos y 150 arroyos, siendo el más importante el  río Chulyshman, que aporta  casi la mitad del agua. El lago desagua a través de un único río, el río Biya, que después de su confluencia con el río Katún, da nacimiento a uno de los ríos más importantes de Rusia, el río Obi.
El lago está rodeado de montañas que van de 600 a 1.300 m al Norte, y de 1.700 a 2.400 m al Sur.
Forma parte de  la Reserva natural de Altái que, junto con  la reserva natural de Katún y la reserva natural de la meseta de Ukok, está incluida en la región de las montañas doradas de Altái, incluida en  la lista del Patrimonio de la Humanidad de la Unesco desde el 1998.